# Microphthalma flavipes
Microphthalma flavipes là một loài ruồi trong họ Tachinidae.